# Bęsia

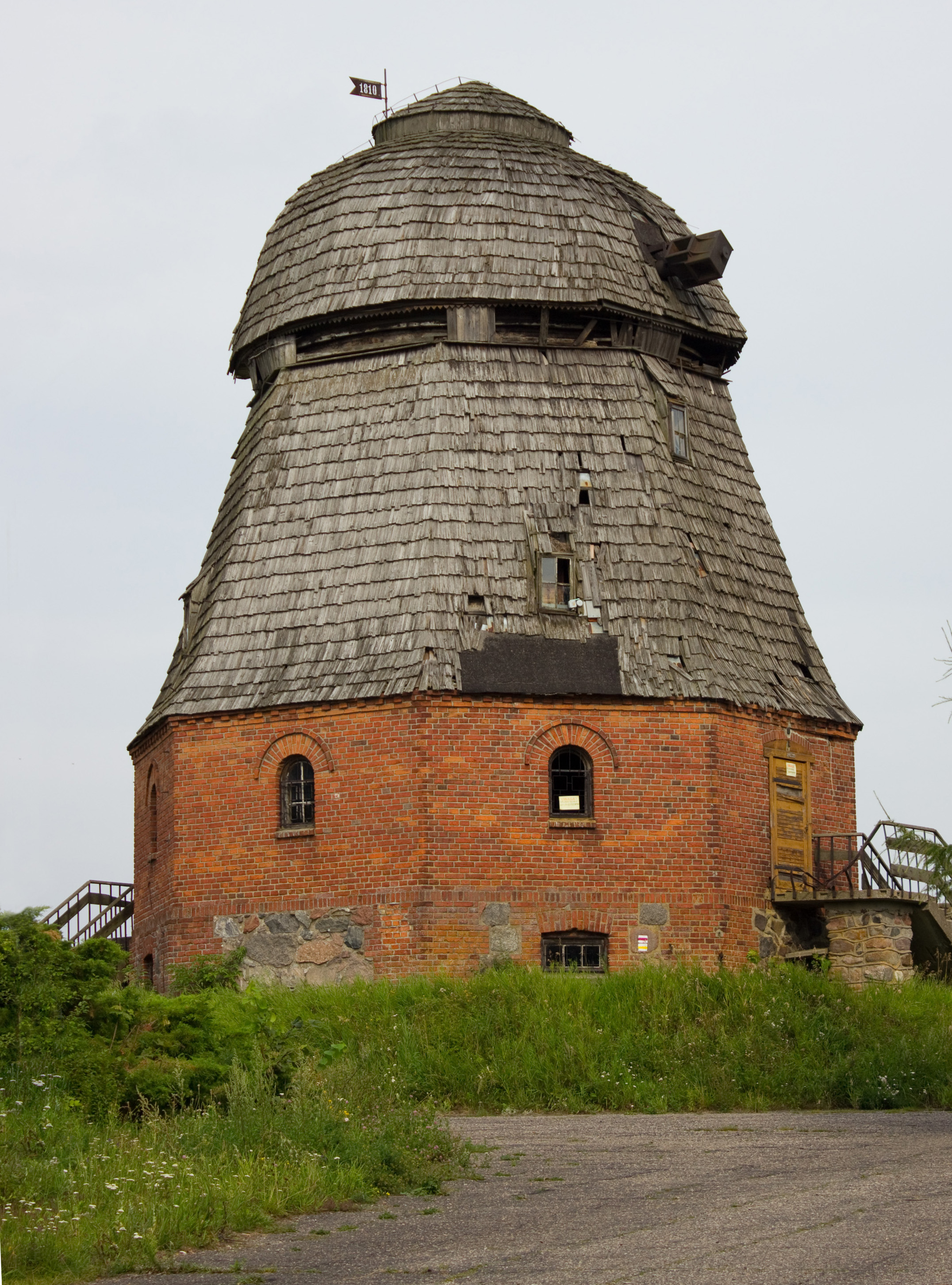
Wiatrak w Bęsi

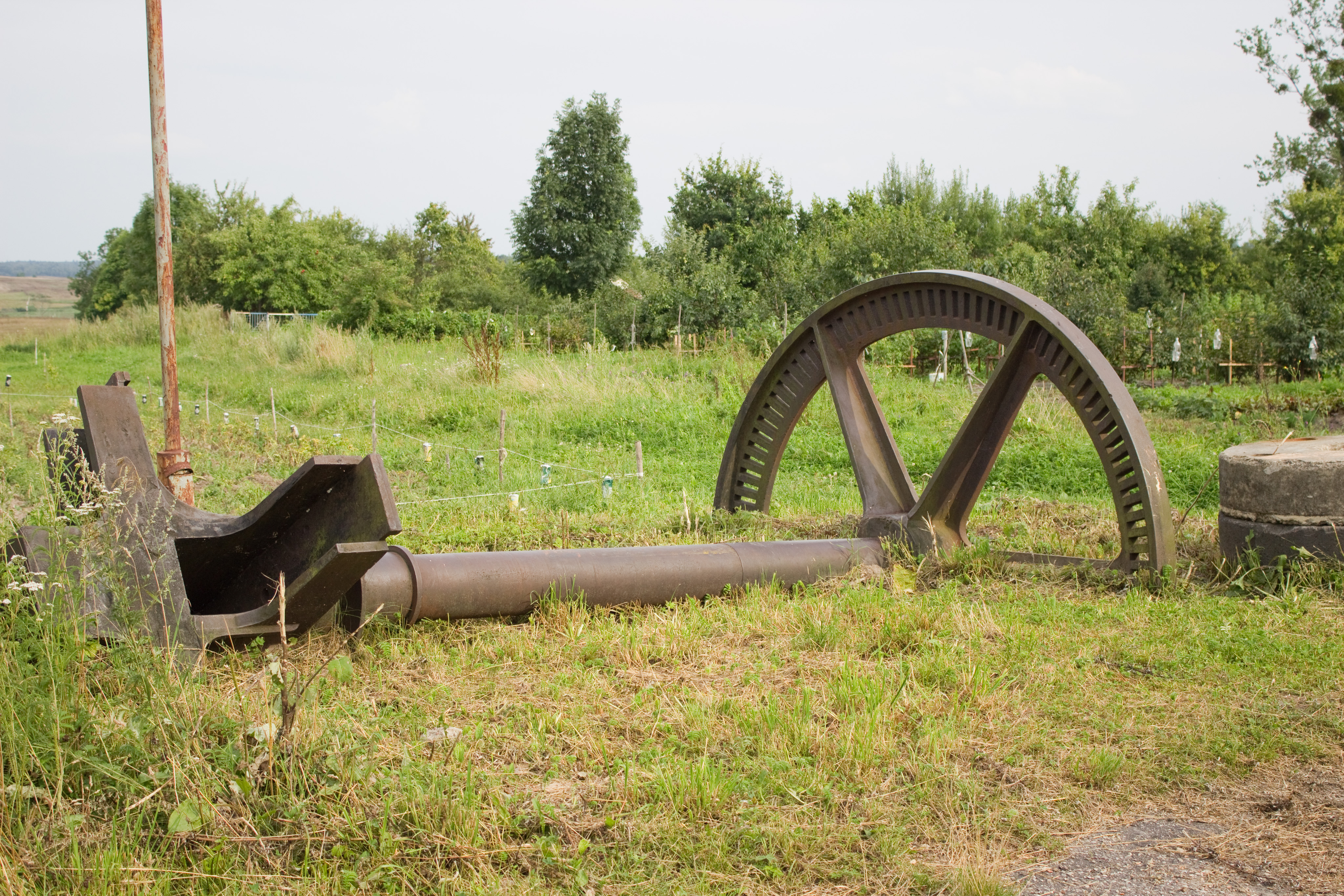

Bęsia (dawniej: prus. Bansē, niem. Bansen) – osada w Polsce, położona w województwie warmińsko-mazurskim, w powiecie olsztyńskim, w gminie Kolno.
W latach 1975–1998 osada administracyjnie należała do woj. olsztyńskiego.
Miejscowość znajduje się w historycznym regionie Warmia
W przeszłości Bęsia znajdowała się na terenie powiatu reszelskiego (okresowo jego siedziba), a później powiatu biskupieckiego.
Przez osadę przebiega droga wojewódzka nr 596.

## Integralne części osady
| SIMC    | Nazwa     | Rodzaj     |
| ------- | --------- | ---------- |
| 0478322 | Bocianowo | przysiółek |

## Historia
Bęsia jest to wieś położona na Warmii, która wcześniej funkcjonowała jako wieś pruska i jej nazwa jest tego pochodzenia, pierwszy raz wzmiankowana w 1379. Jako biskupia wieś czynszowa lokowana była 13 grudnia 1389 na 70 włókach. Z wymienionej powierzchni 7 włók przeznaczone było na uposażenie sołtysa i 4 włóki na uposażenie kościoła parafialnego. Zasadźcą wsi był Mikołaj Lengemann. W 1397 wybudowano tu młyn, a w 1399 karczmę.
Kościół w Bęsi należał do archiprezbiteratu biskupieckiego. Kościół ten został zniszczony wraz z całą wsią w czasie wojny polsko-krzyżackiej 1519-1521. Kościół w Bęsi nie został już odbudowany, a mieszkańcy wsi korzystali później z kościoła parafialnego w Kolnie.
Zniszczona wieś wraz z młynem, już jako majątek lenny na prawie magdeburskim, sprzedana została 8 sierpnia 1527 przez  biskupa warmińskiego Maurycego Ferbera szlachcicowi z Mazowsza Stanisławowi Ozarowi. Ten jednak nie zdołał zagospodarować wsi. Majątek został odkupiony przez burgrabiego z Reszla Krzysztofa Wantkowa. Od 12 grudnia 1647 właścicielem Bęsi był szlachcic Jan Bika. W latach 1720–1730 wybudowano tu barokowy pałac, a na skraju wsi stanął drewniany wiatrak. Nowy wiatrak już murowany, także typu holenderskiego wybudowano w 1810.
Później Bęsia była praktycznie siedzibą powiatu, ponieważ właścicielami Bęsi byli starostowie reszelscy: 1818–1843 – Carl Otto Benjamin von Knobloch, 1844–1850 – von Lavergne-Perguilhen. Podczas wyborów do sejmu Rzeszy w 1911 mieszkańcy wsi oddali większość głosów na polskiego kandydata, którym był ksiądz Walenty Barczewski. Po 1915 właścicielami Bęsi była rodzina von Stockhausenów. Po 1945 utworzono tu PGR, który należał do Zespołu PGR w Górowie.

## Czasy świetności kąpieliska
Od 1825 roku w Bęsi funkcjonowało słynne na całe Prusy Wschodnie kąpielisko. Założył je właściciel majątku Bęsia i jednocześnie starosta powiatu reszelskiego – Carl Otto Benjamin von Knobloch. Już wówczas Bęsia była znana z romantycznie usytuowanego jeziora – z wyspą na której zbudowano basztę, smacznych posiłków, wygodnego zakwaterowania, pijalni wód oraz licznych atrakcji. W okolicy jeziora Bęskiego blisko powierzchni występowały złoża rud żelaza. Stąd duża zawartość żelaza w wodzie pozyskiwanej z licznych źródełek. Już na początku XIX wodę z tych źródełek wykorzystywano do celów leczniczych. Przy drodze z Biskupca w pobliżu Bęsi istniała wieś Kłopotowo (niem. Neusorge), upodobana przez wielu notabli i rzemieślników. Wszystkie domy były pokryte czerwoną dachówką. W wielu z nich turyści mogli znaleźć zakwaterowanie. Znajdowała się tam także ciastkarnia. Pomiędzy szosą w stronę Bęsi i jeziorem było miejsce spacerów kuracjuszy. Na tej trasie usytuowano liczne sztuczne baseny – w tym wielopoziomowe. Kuracjusze mogli korzystać z kąpieli błotnych, ziołowych, żelasistych, itp. We wsi funkcjonowały dwa gościńce z restauracjami i pokojami gościnnymi z dużymi tarasami. Na skarpie wybudowano kręglarnię z dwoma widocznymi z daleka wieżami. W parku znajdowało się wiele atrakcji dla turystów – w tym rosyjska łaźnia parowa. Niedaleko łaźni w kanale urządzono kąpielisko przepływowe. Ilość przepływającej wody dostosowywano do życzeń gości zmieniając ustawienia zapory na śluzie.
Dla gości dostępny był bilard, karuzela, gondole, żaglówki a także statek wycieczkowy na 100 osób. Kąpielisko było otwarte od 15 maja do 15 października. Liczba gości nie była zbyt duża choć ceny były nie były tu wygórowane a w prasie podawane wiele przykładów skuteczności kuracji w Bęsi.

## Rolniczy Rejonowy Zakład Doświadczalny
W Bęsi w 1958 utworzony został Rolniczy Rejonowy Zakład Doświadczalny. RRZD Bęsia funkcjonował podobnie jak inne tego typu zakłady w pozostałych województwach kraju. RRZD Bęsia zajmował się upowszechnianiem postępu rolniczego na terenie ówczesnego województwa olsztyńskiego. Po reformie administracyjnej Polski w 1975 uległa zmianie nazwa tego typu zakładów z RRZD na WOPR – Wojewódzkie Ośrodki Postępu Rolniczego. W ramach RRZD Bęsia funkcjonowały dwa piony: produkcji rolniczej jako wzorcowego ośrodka rolniczego i wdrożeniowo-upowszechnieniowy. W ramach pionu produkcji rolnej w RRZD Bęsia występowały początkowo dwa zakłady: Bęsia i Wólka. Do Wólki należało też gospodarstwo w Oterkach – spadek po Rolniczej Spółdzielni Produkcyjnej. W pierwszym okresie do RRZD Bęsia należało 1022 ha użytków rolnych, w tym 615 ha gruntów ornych i 407 ha użytków zielonych. W ramach pionu wdrożeniowo-upowszechnieniowego RRZD Bęsia funkcjonowały następujące działy: Agrotechniczny, Zootechniczny, Użytków Zielonych, Ekonomiki i Organizacji Rolnictwa oraz Upowszechniania i Szkolenia. Poszczególne działy współpracowały w różnym zakresie z instytutami branżowymi Ministerstwa Rolnictwa takimi jak: Instytut Uprawy Nawożenia i Gleboznawstwa (IUNG) w Puławach, Instytut Hodowli i Aklimatyzacji Roślin (IHAR) w Radzikowie, Instytut Zootechniki (IZ) w Krakowie.
Instytut Melioracji i Użytków Zielonych (IMUZ) w Falentach, Instytut Ekonomiki Rolnej (IER) (później jako Instytut Ekonomiki Rolnictwa i Gospodarki Żywnościowej) w Warszawie. Specjalistyczne działy RRZD Bęsia współpracowały też z odpowiednimi katedrami ART w Olsztynie.
Na początku lat siedemdziesiątych XX w. do doświadczeń polowych niefortunnie wprowadzono uprawę barszczu Sosnowskiego. Roślina ta rozprzestrzeniła się w całej okolicy. Jeszcze w roku 2007 w rowie, tuż przy Kętrzynie zniszczono te rośliny.
Początkowo w skład RRZD Bęsia wchodziła Stacja Oceny Ziemniaka Sadzeniaka, która została wybudowana w Bęsi wkrótce po powstaniu RRZD. Badania sadzeniaków prowadzono w szklarniach. Do RRZD Bęsia należał też Ośrodek Szkolenia Kierowców w Drogoszach.
Obok kilkudziesięcioosobowej kadry pionu naukowo-wdrożeniowego zamieszkującej w Bęsi, RRZD posiadał po dwóch pracowników w każdym powiecie. Pracownicy ci zajmowali się głównie szkoleniem służby rolnej zatrudnionej w gromadzkich radach narodowych oraz rolników. Celowi temu służyły gospodarstwa wdrożeniowe, których było po kilka na terenie każdego powiatu. W gospodarstwach wdrożeniowych rolników indywidualnych prowadzono demonstracje (pokazowe doświadczenia) z zakresu agrotechniki, zootechniki i inne. Po reformie administracyjnej kraju 1975 pracownicy terenowi RRZD znaleźli miejsce w nowo utworzonych gminach (po jednym w każdej gminie). Dyrektorem RRZD Bęsia w latach 1958–1973 był Stanisław Kurek, a po nim Władysław Kotulak. W czasie dyrektorowania Kotulaka Bęsię odwiedził Edward Gierek. Na życzenie Gierka znajdujące się tam z czerwonej cegły stodoły musiały „zaszumieć bukatami”. Stodoły zostały zmodernizowane z zastosowaniem bezściółkowych stanowisk rusztowych. W celu zabezpieczenia powierzchni paszowej do RRZD Bęsia dołączono PGR Górowo. W Bęsi nad Jeziorem Bęskim pod koniec lat siedemdziesiątych wybudowano ośrodek szkoleniowy, który obecnie występuje pod nazwą Ośrodek Wypoczynkowy Bęsia (własność osoby fizycznej). Wojewódzki Ośrodek Postępu Rolniczego w Bęsi został zlikwidowany w 1991, kiedy zmieniono jego siedzibę z Bęsi na Olsztyn, gdzie występuje pod nazwą Warmińsko-Mazurski Ośrodek Doradztwa Rolniczego w Olsztynie. Nieruchomości po WOPR Bęsia przejęła AWRSP Oddział w Olsztynie.

## Pałac
Kompleks gospodarczo pałacowy rozciąga się równolegle do drogi biegnącej z Biskupca do Kabin. W części północnej założenia znajduje się zespół gospodarczy oddzielony od pałacu częścią parku. Rozległy park krajobrazowy, z zachowanym starodrzewem dochodzi do Jeziora Bęskiego znajdującym się w części południowej całego założenia.
Korpus główny pałacu wybudowany w latach 1720–1730 powiększony został o później dobudowane skrzydła boczne. Dwukondygnacyjny korpus główny pałacu wzniesiono na rzucie prostokąta z obustronnymi ryzalitami na osi głównej elewacji wzdłużnych. Ryzalit od frontu poprzedzony jest szerokimi schodami, a ryzalit od strony parku poprzedzony był zadaszonym tarasem na poziomie parteru. Skrzydła boczne pałacu wybudowane zostały na rzucie litery L. Jednokondygnacyjne skrzydła od strony frontu pałacu sprawiają wrażenie jakby wzniesiono je na rzucie prostokąta. Gmach główny pałacu i skrzydła boczne przykryte są dachami mansardowymi.
Pałac w Bęsi służył jako siedziba Dyrekcji RRZD i działów pionu naukowo-wdrożeniowego. Po wybudowaniu ośrodka szkoleniowego nad Jeziorem Bęskim przeprowadzono remont kapitalny pałacu, a na początku lat osiemdziesiątych XX w. do pałacu zakupiono nowe stylowe meble. Pałac jak i majątek ziemski jest obecnie własnością prywatną. Po przejęciu bęsiowskich nieruchomości przez AWRSP w 1991 następowała stopniowa degradacja istniejących środków trwałych i „topniało” ich wyposażenie, np. część mebli z pałacu w Bęsi sprzedano do pałacu w Łężanach. Pałac w Bęsi po kilku zmianach właścicieli jest w złym stanie technicznym.

## Inne
Przed likwidacją WOPR w Bęsi prężnie dział tu Oddział Stowarzyszenia Społeczno-Kulturalnego „Pojezierze”, którego większość członków stanowiło kilkudziesięciu pracowników pionu naukowo-wdrożeniowego. Spośród nich najaktywniej włączali się w działalność Oddziału: dr Irena Modrzejewska – kierownik Działu Agrotechnicznego RRZD, dr Zenon Kijak – kierownik Działu Zootechnicznego, później kierownik Katedry Hodowli Bydła ART w Olsztynie, czy Jerzy Czarnocki absolwent Uniwersytetu im. Stefana Batorego w Wilnie – kierownik Działu Użytków Zielonych, hodowca traw – znany w łąkarstwie, ekspert w zakresie mieszanek traw maskujących, w tym podczerwieni.
Spotkania Stowarzyszenia „Pojezierze” odbywały się w wiatraku. Była tam sala ekspozycyjna, gdzie prezentowano wystawy obrazów, czy rzeźb. Odbywały się tam też spotkania z ciekawym ludźmi, w tym z pisarzami. W wiatraku było także Muzeum Młynarstwa Powietrznego.
W Bęsi w czasie, gdy było tu RRZD funkcjonowała Zasadnicza Szkoła Rolnicza. W osadzie jest szkoła podstawowa wybudowana po 1958 wraz z osiedlem mieszkaniowym. We wsi działało też przedszkole i zakładowa przychodnia lekarska.
W 1818 w Bęsi było 117 mieszkańców, w 1939 żyło tu 244 osób, a w 1998 581 osób. W 2003 r. Bęsia (z miejscowościami Bęsia, Bocianowo, Oterki, Wólka) liczyła 731 mieszkańców.

## Zabytki
Do rejestru zabytków zostały wpisane:
- pałac nr rejestru A–16 data wpisu 4 lipca 1949.
- wiatrak holenderski nr rejestru A–607; data wpisu 7 października 1967
- czworak nr rejestru A–3373; data wpisu 17 lipca 1992